# Киево (Калужская область)
Ки́ево — деревня в Малоярославецком муниципальном районе Калужской области, входит в состав сельского поселения «Село Недельное».

## Население
| 2002 | 2010 |
| ---- | ---- |
| 3    | ↗5   |

## Улицы
В деревне имеется одна улица — Окунькова.